# The Waterboy
The Waterboy er en amerikansk komediefilm fra 1998 instrueret af Frank Coraci og produceret af Robert Simonds. Filmen blev udgivet i USA den 6. november.

## Handling
Bobby Boucher (Adam Sandler) er en vanddreng, der under amerikanske fodboldkampe ofte bliver mobbet af fodboldspillerne, og til sidst bliver han smidt ud af klubben. En dag møder han en træner, hvis hold ikke har vundet så mange kampe, og træneren brug for nye kræfter. Bobby har samtidig en mor, der hader amerikansk fodbold, men som filmen udvikler sig, bliver Bobby mere og mere aktiv og skal forsøge at få klubben til at vinde finalen.